# Aldo Traversaro
Aldo Traversaro (Chiavari, 26 luglio 1948) è un ex pugile italiano, campione europeo dei pesi mediomassimi tra il 1977 e il 1979 e sfidante al titolo mondiale.

## Biografia

### Carriera da dilettante
Inizia la sua attività dilettantistica a 18 anni e la conclude 3 anni dopo con uno score di 33 incontri disputati di cui 22 vinti, 1 pari e 10 sconfitte. In questo periodo indossa la maglia nazionale e disputa 5 incontri con 3 vittorie e 2 sconfitte.

### Carriera da professionista
Passa al professionismo nel 1970, sotto la guida del maestro Tito Copello all'Aurora Chiavari, nei pesi medio-massimi e, nell'agosto del 1973, conquista il titolo italiano battendo ai punti Domenico Adinolfi. 
Complessivamente ha combattuto dieci volte per il titolo italiano con altrettante vittorie e lasciando poi tale titolo da campione in carica. Ha difeso vittoriosamente la cintura con Renzo Grespan, Enio Cometti, Mario Almanzo, Franco Feligioni, Ornelio Grando, nuovamente con Enio Cometti e con Sergio Jannilli.
Il 15 ottobre 1976 tenta per la prima volta la scalata al titolo europeo, in possesso del fuoriclasse jugogoslavo Mate Parlov, già campione olimpico a Monaco 1972. È sconfitto soltanto ai punti sul ring di Milano. 
Difende ancora il titolo italiano battendo prima del limite Onelio Grando e Cristiano Cavina. Poi è designato nuovamente per l'attribuzione del titolo continentale, lasciato vacante da Parlov.

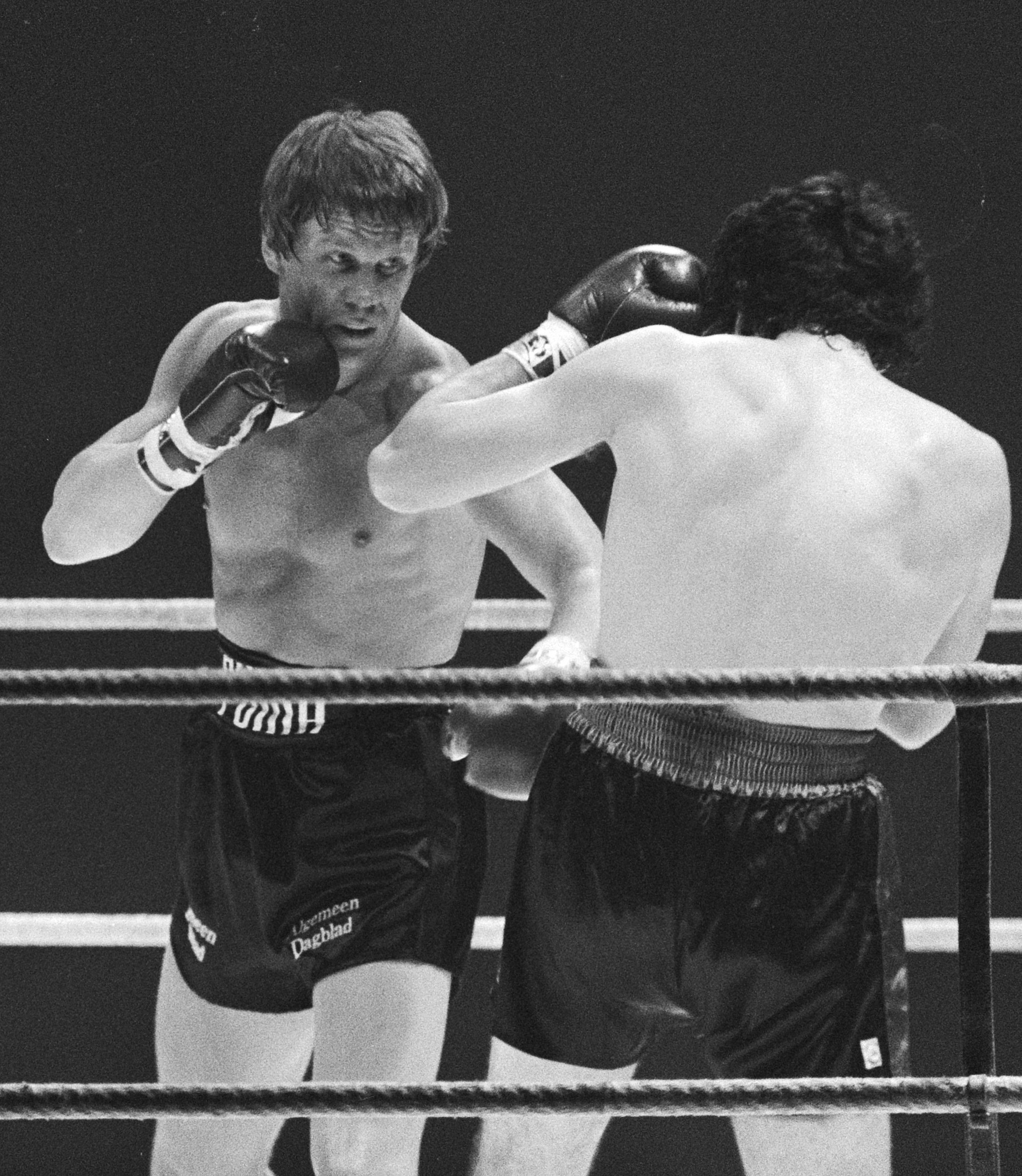
Aldo Traversaro (di spalle) vs. Rudy Koopmans (7 marzo 1979).

Il 26 novembre 1977 conquista il titolo europeo a Genova contro l'inglese Bunny Johnson per knock-out tecnico alla 11ª ripresa.
Lo difende tre volte. Alla prima difesa si reca all'estero per la prima volta e, a Rotterdam, strappa un pari all'imbattuto olandese Rudy Koopmans che gli consente di mantenere il titolo. Sei settimane dopo, a Ginevra, batte per knock-out tecnico alla quinta ripresa lo spagnolo Francois Fiol. Il 5 settembre 1978, a Bibione, pareggia ancora contro l'argentino naturalizzato spagnolo Avenmar Peralta, fratello del più noto Gregorio Peralta.
Il 5 dicembre 1978 dà l'assalto al titolo mondiale WBA, ma viene sconfitto dallo statunitense Mike Rossman allo Spectrum di Filadelfia per Kot al quinto round, dopo aver subito una ferita sulla fronte da un gancio sinistro dell’avversario. 
Perde il titolo europeo il 7 marzo 1979 contro l'olandese Rudy Koopmans ancora per ferita alla settima ripresa, sempre nel ring ostile di Rotterdam. È il suo ultimo incontro. 
Chiude la carriera con un totale di 54 incontri da professionista con 45 vittorie, di cui 33 prima del limite, 5 pari e 4 sconfitte, di cui 3 prima del limite, ma nessuna per KO.

### Dopo il ritiro
Attualmente vive a Sestri Levante e si dedica all'insegnamento della boxe presso la Pugilistica Tito Copello di Chiavari.